# Deborah Rush
Pour les articles homonymes, voir Rush.
Deborah Rush, née le 10 avril 1954, est une actrice américaine.

## Filmographie
- 1985 : La Rose pourpre du Caire (The Purple Rose of Cairo) de Woody Allen
- 1988 : Quand les jumelles s'emmêlent (Big Business) de Jim Abrahams : Binky Shelton
- 1989 : Parents (Parents) de Bob Balaban : Mrs. Zellner
- 1997 : New York, police judiciaire (saison 8, épisode 7) : Frances Houston
- 1998 : Vous avez un message :  Veronica Grant
- 1999 : Advice from a Caterpillar de Don Scardino
- 2000 : New York, unité spéciale (saison 1, épisode 12) : Christina Harlin
- 2003 : American Pie : Marions-les ! (American Wedding) de Jesse Dylan
- 2006 : Half Nelson, de Ryan Beck
- 2009 : Julie et Julia (Julie and Julia) de Nora Ephron : Avis De Voto
- 2009 : The Box : Clymene Steward
- 2010 : Big Lake : Linda Franklin
- 2012 : The Good Wife : Sally Rigby
- 2013 : Girls : la mère de Thomas-John
- 2013-2019 : Orange Is the New Black : Carol Chapman
- 2016 : Women Who Kill : Grace